# The Girl in Number 29
Pour plus de détails, voir Fiche technique et Distribution.
The Girl in Number 29 est un film muet américain de John Ford, sorti en 1920.

## Synopsis
Après avoir écrit une pièce à succès, le jeune auteur Laurie Devon s'installe dans l'oisiveté et le désœuvrement. Alarmés par cette situation, ses amis redoublent d'efforts pour le pousser à écrire de nouveau, mais il refuse. Un soir, alors qu'il regarde dans le miroir, Laurie voit une jolie fille dans l'appartement de l'autre côté de la rue, qui tient un revolver contre sa tempe. Se ruant hors de chez lui, il arrive à temps pour l'empêcher d'appuyer sur la détente. Il apprend qu'elle s'appelle Doris Williams et que sa situation est due à un dénommé Shaw. Peu après, Shaw et ses sbires l'enlèvent et Laurie vient à son secours, tuant Shaw par un coup de revolver. À son retour chez lui, il confesse son crime à sa sœur et à ses amis, et c'est alors qu'il apprend qu'il s'agissait en fait d'une mise en scène destinée à lui redonner goût à la vie. Convaincu, Laurie écrit une autre pièce à succès avec en vedette sa nouvelle femme, Doris.

## Fiche technique
- Titre original : The Girl in Number 29
- Réalisation : John Ford
- Scénario : Philip D. Hurn, d'après le roman The Girl in the Mirror d'Elizabeth Jordan
- Photographie : John W. Brown
- Production : Carl Laemmle
- Société de production : The Universal Film Manufacturing Company
- Société de distribution : The Universal Film Manufacturing Company
- Pays de production :  États-Unis
- Langue originale : anglais
- Format : noir et blanc — 35 mm — 1,33:1 — Muet
- Genre : Mystère
- Durée : 50 minutes ? (5 bobines)
- Date de sortie :
  - États-Unis : 17 mai 1920

## Distribution
- Frank Mayo : Laurie Devon
- Harry Hilliard : Rodney Bangs
- Claire Anderson : Doris Williams
- Elinor Fair : Barbara Devon
- Bull Montana : Abdullah, le secrétaire de Shaw
- Ray Ripley : Ransome Shaw
- Robert Bolder : Jacob Epstein
- Ruth Royce : Billie
- Arthur Hoyt : le valet

## Autour du film
- Ce film est présumé perdu, selon Silent Era.